# Perdita sonorensis
Perdita sonorensis is een vliesvleugelig insect uit de familie Andrenidae. De wetenschappelijke naam van de soort is voor het eerst geldig gepubliceerd in 1899 door Cockerell.